# Jennie Lena
Jennie Lena, artiestennaam van Jennie Willemstijn (Purmerend, 1 december 1977) is een Nederlandse zangeres. Eerder was ze actief onder de artiestennaam Jenny Lane.

## Levensloop
Als kind zat Willemstijn bij het Nederlands Kindertheater; later volgde ze een theateropleiding en in 2007 won ze de Talent Night Rotterdam. Ze trad onder meer op in de Verenigde Staten (het Apollo Theatre in Harlem, New York) en diverse malen in Azië. Ook zong ze bij Anouk en bij de hiphop-reggaeformatie Postman. Lena zat tussen 2003 en 2007 in de Amsterdamse band Food For Funk.
Ze had al enkele nummers voor andere artiesten geschreven toen ze koos voor een carrière als soloartiest. Dat leverde in september 2009 haar eerste album Monsters op. Bij toeval zag Joss Stone enkele YouTube-filmpjes van haar; onder de indruk nodigde zij haar uit als supportact voor haar optredens in Nederland en Frankrijk. Dat bracht haar onder andere tot in het Olympia in Parijs.
Jennie Lena speelde mee in de Groovalicious-tournee met Boris & Wicked Jazz Sounds, speelde op het festival Eurosonic, en reisde in 2010 door Nederland met haar eigen clubtournee "Monsters on Tour". Ook trad ze diverse malen op bij de radioshow GIEL van Giel Beelen. Haar nummers You start a fire en Something beautiful werden veelvuldig op de radio gedraaid.
Jennie Lena bracht haar eerste album en singles uit bij de platenmaatschappij T2 Entertainment. Haar tweede album bracht ze in eigen beheer uit (beide onder haar voormalige artiestennaam Jenny Lane).
Op 6 juni 2011 kwam haar single Special delivery uit en op 30 september 2011 verscheen het album Life's like a chox of bogglets, waarmee Lena een meer uitgebreide muzikale richting insloeg (beïnvloed door soul, hiphop en electro). Op 19 april 2012 werd ze ook de nieuwe zangeres van de band Sven Hammond Soul, en bleef dit tot juni 2013.
In 2014 was haar akoestische versie van Katy Perry's Firework te horen als soundtrack in de film The Interview. In 2016 nam Jennie samen met de Amerikaanse band Postmodern Jukebox een vintage versie op van het nummer You give love a bad name, en deze kwam terecht in de Amerikaanse iTunes top 10 (Jazz).
Ook bracht Jennie in eigen beheer de ep Acoustic sessions uit, waarmee ze door onder andere New York tourde. De ep kwam op nummer 1 binnen in de Nederlandse iTunes-hitlijst. In 2018 tekende ze een contract bij het platenlabel JuiceJunk, waarna in april van dat jaar haar ep 'Trouble' verscheen. De eerste single hiervan werd Simple love. Tevens rondde Jennie haar album To be honest af, dat op 12 oktober 2018 uitkwam. Het album werd grotendeels geschreven door haarzelf en geproduceerd en opgenomen in New York en Los Angeles, waar ze samenwerkte met muzikanten van Prince, Bruno Mars en Jamie Lidell.

### The Voice of Holland
In 2015 deed Jennie auditie bij The voice of Holland met het nummer Who's loving you. De auditie werd lovend ontvangen en trok internationale aandacht. De populaire Amerikaanse blogger Perez Hilton schreef: "Het was niet alleen de beste auditie voor The voice of Holland, het was een van de beste audities die ik ooit heb gezien voor een zangcompetitie." Internationale blogs als 9Gag, Diply en LikeMag schreven over haar en sterren als Robin Thicke, Kelly Clarkson, Adam Levine, Tyler Perry en Nia Long deelden Jennie's muziek op social media. De video van haar auditie werd tientallen miljoenen keer bekeken.
Tijdens The Voice werd Jennie begeleid door haar coach Anouk. Voor Jennie was het programma een manier om een groter publiek te bereiken en dus ook een belangrijk onderdeel van haar muzikale reis. De makers van The Voice gaven haar genoeg ruimte en vertrouwen voor haar eigen muzikale stijl. Uiteindelijk was ze een van de vier finalisten. Na The Voice vervolgde Jennie haar eigen pad. Ze ging naar Los Angeles en New York om shows te geven, aan een nieuw album te werken en werd uitgenodigd om op te treden op het festival SXSW in Austin (Texas).

### Privé
Ze is in 2015 gescheiden en heeft een dochter.

## Discografie

### Albums
| Album met eventuele hitnotering(en) in de Nederlandse Album Top 100 | Datum van verschijnen | Datum van binnenkomst | Hoogste positie | Aantal weken | Opmerkingen |
| ------------------------------------------------------------------- | --------------------- | --------------------- | --------------- | ------------ | ----------- |
| Monsters                                                            | 25-09-2009            | 03-10-2009            | 37              | 6            |             |
| Life's like a chox of bogglets                                      | 30-09-2011            | 08-10-2011            | 68              | 4            |             |
| To be honest                                                        | 12-10-2018            | -                     |                 |              |             |

### Singles
| Single met eventuele hitnotering(en) in de Nederlandse Top 40 | Datum van verschijnen | Datum van binnenkomst | Hoogste positie | Aantal weken | Opmerkingen                                 |
| ------------------------------------------------------------- | --------------------- | --------------------- | --------------- | ------------ | ------------------------------------------- |
| Say say say                                                   | 2009                  | -                     |                 |              | Nr. 78 in de Single Top 100                 |
| You start a fire                                              | 2009                  | -                     |                 |              |                                             |
| Something beautiful                                           | 2010                  | -                     |                 |              |                                             |
| Whoopsy Daisy                                                 | 2010                  | -                     |                 |              |                                             |
| Dezelfde spijt                                                | 2011                  | 12-02-2011            | tip15           | -            | met Diggy Dex / Nr. 78 in de Single Top 100 |
| Special delivery                                              | 06-06-2011            | -                     |                 |              |                                             |
| Wasted love                                                   | 30-01-2016            | -                     |                 |              |                                             |